# Daniel Estrada Agirrezabalaga
Daniel Estrada Agirrezabalaga (Zarautz, 3 januari 1987) is een Spaans voetballer die bij voorkeur als rechtsback speelt. Hij verruilde in juli 2015 Real Sociedad voor Deportivo Alavés.

## Clubcarrière
Estrada stroomde door vanuit de jeugd van Real Sociedad, waarvoor hij op 10 februari 2007 debuteerde in het eerste elftal. Daarmee speelde hij die dag een wedstrijd in de Primera División tegen Real Madrid. Hij mocht vijf minuten voor affluiten invallen. Real Madrid won de partij met 1-2 na doelpunten van David Beckham en Ruud van Nistelrooij. Estrada maakte op 26 februari 2011 zijn eerste treffer voor de Baskische club, in een competitiewedstrijd tegen RCD Espanyol. In diezelfde wedstrijd maakte hij ook een eigen doelpunt.